# Xuân Quang 2
Xuân Quang 2 là một xã thuộc huyện Đồng Xuân, tỉnh Phú Yên, Việt Nam.
Xã có diện tích 51,14 km², dân số năm 1999 là 3602 người, mật độ dân số đạt 70 người/km².
Xuân Quang 2 có suối nước nóng Triêm Đức.

## Địa lý - Hành chính
Xuân Quang 2 là một xã miền núi cách trung tâm thị trấn La Hai vào khoảng 5 km về phía Tây Bắc
- Gồm các thôn: Triêm Đức, Phước Huệ, Kỳ Đu, Phú Sơn.
- Trường học: Tiểu học Xuân Quang 2, THCS Hoàng Văn Thụ.

## Y tế - Giáo dục
- Suối nước nóng Triêm Đức ở xóm Trường, thôn Triêm Đức. Từ Thị trấn La Hai đi ngược về hướng đầu nguồn sông Kỳ Lộ khoảng 7 km, phía dưới Vực Lò, du khách sẽ đến được với suối. Là nơi du lịch, ngắm cảnh kết hợp tắm mát và chữ bệnh.
- Tại đây, bên bãi cát trắng phau của dòng sông Kỳ Lộ, có một khối đá to. Từ trong khe đá, một dòng nước nóng khoảng 70 độ C theo một rãnh nhỏ chảy ra ngoài. Lúc trời dịu mát, hơi nước bốc lên có thể nhìn thấy được. Du khách có thể luộc chín trứng gà ở suối nước nóng này. Nhiều người đến đây tham quan đã đem theo cả gà,vịt sống để làm thịt và nấu nướng tại chỗ.
- Tương truyền, bùn ở chỗ dòng nước chảy ra có thể chữa được một số bệnh. Những ngày lễ, tết nơi đây đông đảo du khách đến tham quan, du lịch. Nhiều người đến đây lấy nước và bùn về chữa bệnh.
- Sông Kỳ Lộ chạy ngang qua, những cánh đồng ruộng xanh ngát, những bãi ngô xanh tươi,...